# Mariano Berriex
Mariano Román Berriex (Quilmes, 29 de abril de 1989) es un futbolista argentino.

## Clubes

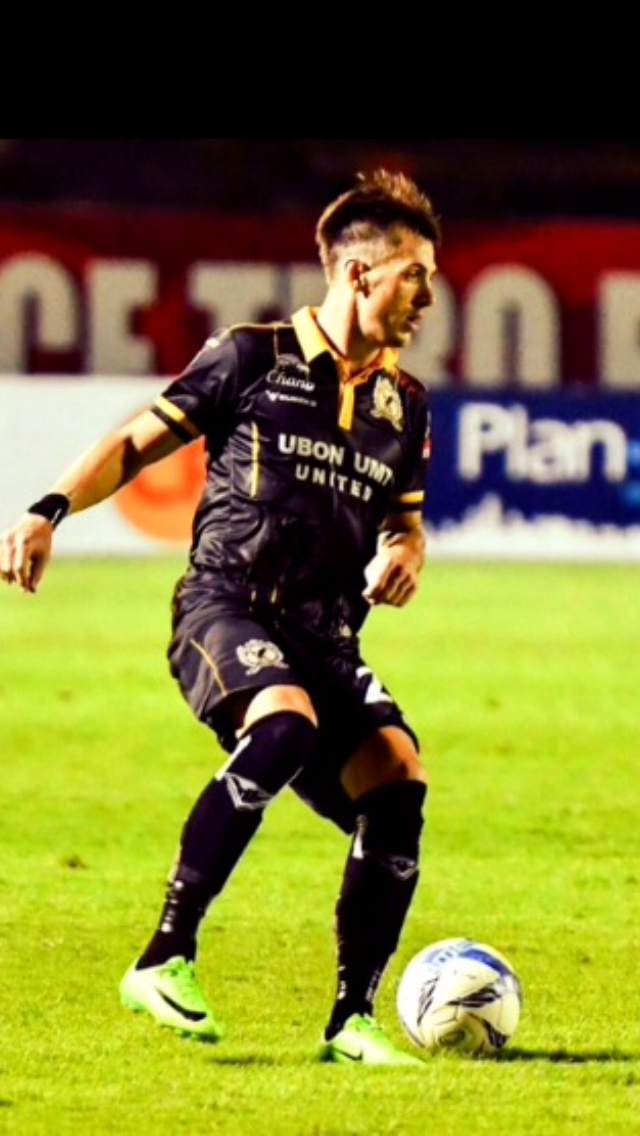
Futbol

| Club                | País      | Año       |
| ------------------- | --------- | --------- |
| Independiente       | Argentina | 2009-2010 |
| Ñublense            | Chile     | 2010      |
| Deportes Concepción | Chile     | 2011      |
| Unión Temuco        | Chile     | 2012-2013 |
| Deportes Temuco     | Chile     | 2013-2014 |
| AO Trachones Alimos | Grecia    | 2015      |
| Rangers             | Chile     | 2015-2016 |
| Aris Limassol FC    | Chipre    | 2016      |
| Ubon UMT United FC  | Tailandia | 2017      |
| Sisaket FC          | Tailandia | 2017      |
| PS TIRA             | Indonesia | 2018      |
| Real Potosí         | Bolivia   | 2019-2020 |

### Estadísticas

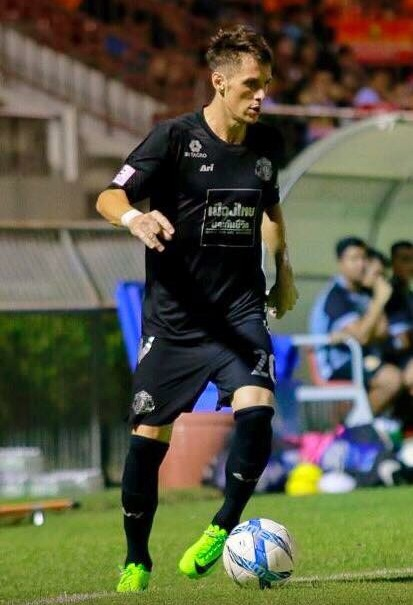

- Actualizado hasta el 5 de junio de 2017.

| Ñublense · Chile                                                                              |               |               |     |    |    |    |     |      |      |
| 1ª                                                                                            | 2010          | 16            | 1   | 2  | 0  | 18 | 1   | 0.06 |      |
| Total club                                                                                    | Total club    | 16            | 1   | 2  | 0  | 18 | 1   | 0.06 |      |
| Deportes Concepción · Chile                                                                   |               |               |     |    |    |    |     |      |      |
| 2ª                                                                                            | 2011          | 37            | 6   | 2  | 0  | 39 | 6   | 0.15 |      |
| Total club                                                                                    | Total club    | 37            | 6   | 2  | 0  | 39 | 6   | 0.15 |      |
| Unión Temuco · Chile                                                                          |               |               |     |    |    |    |     |      |      |
| 2ª                                                                                            | 2012          | 33            | 4   | 5  | 1  | 38 | 5   | 0.13 |      |
| 2ª                                                                                            | 2013          | 11            | 1   | -  | -  | 11 | 1   | 0.09 |      |
| Total club                                                                                    | Total club    | 44            | 5   | 5  | 1  | 49 | 6   | 0.12 |      |
| Deportes Temuco · Chile                                                                       |               |               |     |    |    |    |     |      |      |
| 2ª                                                                                            | 2013/14       | 20            | 3   | 7  | 0  | 27 | 3   | 0.11 |      |
| Total club                                                                                    | Total club    | 20            | 3   | 7  | 0  | 27 | 3   | 0.11 |      |
| AO Trachones Alimos · Grecia                                                                  |               |               |     |    |    |    |     |      |      |
| 2ª                                                                                            | 2014/15       | 19            | 4   | 1  | 0  | 20 | 4   | 0.20 |      |
| Total club                                                                                    | Total club    | 19            | 4   | 1  | 0  | 20 | 4   | 0.20 |      |
| Rangers · Chile                                                                               |               |               |     |    |    |    |     |      |      |
| 2ª                                                                                            | 2015/16       | 18            | 1   | 5  | 1  | 23 | 2   | 0.09 |      |
| Total club                                                                                    | Total club    | 18            | 1   | 5  | 1  | 23 | 2   | 0.09 |      |
| Aris de Limassol Chipre                                                                       |               |               |     |    |    |    |     |      |      |
| 1ª                                                                                            | 2016/17       | 5             | 0   | -  | -  | 5  | 0   | 0.00 |      |
| Total club                                                                                    | Total club    | 5             | 0   | 0  | 0  | 5  | 0   | 0.00 |      |
| Total carrera                                                                                 | Total carrera | Total carrera | 189 | 25 | 22 | 2  | 181 | 22   | 0.12 |
| (1) Incluye datos de Copa de Grecia y Copa Chile. (2) No incluye goles en partidos amistosos. |               |               |     |    |    |    |     |      |      |

## Controversias
En abril de 2022, fue acusado por su expareja de haber secuestrado a sus dos hijos en común por el periodo de un año. El 27 de abril de 2021, Berriex habría estado esperando a sus hijos afuera de la escuela donde estos estudiaban, sin haber aparecido nunca más, teniendo la custodia de los niños la madre de estos. Berriex no contestó más el teléfono.